# Streda nad Bodrogom
Streda nad Bodrogom (węg. Bodrogszerdahely) – wieś (obec) na Słowacji położona w kraju koszyckim, w powiecie Trebišov. Pierwsze wzmianki o miejscowości pochodzą z 1270 roku. 
Według danych z dnia 31 grudnia 2012 roku, wieś zamieszkiwały 2283 osoby, w tym 1221 kobiet i 1062 mężczyzn.
Most kolejowy nad Bodrogiem na zachód od wsi jest najniżej położonym miejscem sieci kolejowej Słowacji (wcześniej również Czechosłowacji). Znajduje się na wysokości 100 m n.p.m.
W 2001 roku rozkład populacji względem narodowości i przynależności etnicznej wyglądał następująco:
- Słowacy – 36,44%
- Czesi – 0,08%
- Polacy – 0,04%
- Romowie – 0,49%
- Rusini – 0,04%
- Ślązacy – 0,04%
- Węgrzy – 60,02%

Ze względu na wyznawaną religię struktura mieszkańców kształtowała się w 2001 roku następująco:
- Katolicy rzymscy – 41,93%
- Grekokatolicy – 22,29%
- Ewangelicy – 0,28%
- Ateiści – 4,07%
- Nie podano – 3,7%